# 凯茜·斯托尼
凯茜·斯托尼 MBE（1982年5月13日—），退役英国女子足球运动员。她曾代表英格兰参加2007年、2011年和2015年国际足联女子世界杯。她也曾参加2012年夏季奥林匹克运动会。現任加州俱樂部聖地牙哥波浪總教練。